# Phyllanthus augustini
Phyllanthus augustini är en emblikaväxtart som beskrevs av Henri Ernest Baillon. Phyllanthus augustini ingår i släktet Phyllanthus och familjen emblikaväxter. Inga underarter finns listade i Catalogue of Life.